# Yang Wei
Yang Wei (楊威T, 杨威S, Yáng WēiP; Xiantao, 8 febbraio 1980) è un ex ginnasta cinese, vincitore di tre medaglie d'oro alle Olimpiadi: oro nel concorso a squadre a Sydney 2000 e nel concorso individuale e a squadre a Pechino 2008. Si è ritirato nel 2009.

## Palmarès
- Giochi olimpici estivi

Sydney 2000: oro nel concorso a squadre, argento nel concorso individuale.
Pechino 2008: oro nel concorso individuale e a squadre, argento negli anelli.
- Campionati mondiali di ginnastica artistica

1999 - Tianjin: oro nel concorso a squadre e bronzo nella sbarra.
2002 - Debrecen: bronzo nel volteggio.
2003 - Anaheim: oro nel concorso a squadre e argento nel concorso individuale.
2006 - Aarhus: oro nel concorso individuale e a squadre e nelle parallele.
2007 - Stoccarda: oro nel concorso individuale e a squadre.